# (5244) Амфилох
(5244) Амфилох (лат. Amphilochos, др.-греч. Ἀμφίλοχος) — типичный троянский астероид Юпитера, движущийся в точке Лагранжа L4, в 60° впереди планеты. Астероид был открыт 29 сентября 1973 года голландскими астрономами К. Й. ван Хаутеном, И. ван Хаутен-Груневельд и Томом Герельсом в Паломарской обсерватории и назван в честь Амфилоха, одного из героев Троянской войны.

Орбита астероида Амфилох и его положение в Солнечной системе